# أمبارو مونيوز
أمبارو مونيوز كيسادا (بالإسبانية: Amparo Muñoz Quesada)‏ وهي ممثلة إسبانية ولدت في يوم 21 يونيو 1954 في مدينة فيليث-مالقة في إسبانيا وهي ملكة جمال الكون لسنة 1974 في المسابقة التي جرت في مدينة مانيلا في الفلبين وملكة جمال إسبانيا لسنة 1973، مثلت في عدة أفلام إسبانية وتوفيت في يوم 27 فبراير 2011 بسبب سرطان الثدي في ملقا في إسبانيا.

## روابط خارجية
- أمبارو مونيوز على موقع IMDb (الإنجليزية)
- أمبارو مونيوز على موقع ألو سيني (الفرنسية)
- أمبارو مونيوز على موقع أول موفي (الإنجليزية)
- أمبارو مونيوز على موقع قاعدة بيانات الفيلم (الإنجليزية)
- أمبارو مونيوز على موقع كينوبويسك (الروسية)